# Pfälzer Saumagen
Le Pfälzer Saumagen (estomac de porc farci du Palatinat rhénan) est un plat allemand à base de porc, de chair à saucisse et de pommes de terre, préparé à la manière d’une Brühwurst (saucisse bouillie et épicée). Il doit son nom à la région du Palatinat et à l'estomac du porc, Sau en allemand. Dans le Palatinat, on se passe souvent de l'indication de l'origine du plat, alors simplement appelé Saumagen (estomac de porc) et prononcé « saumage » ou « saumaache » en dialecte palatin.

## Préparation

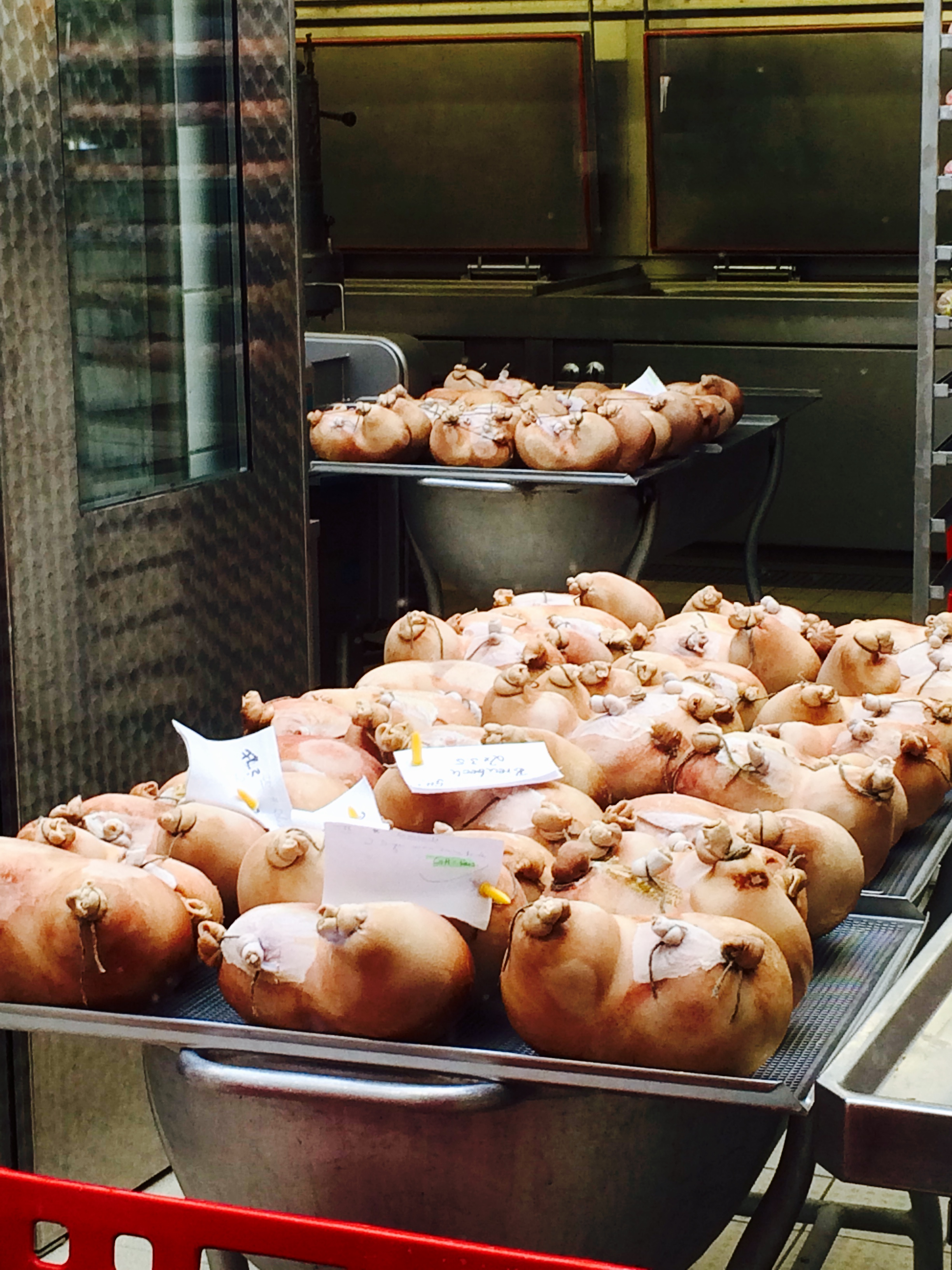
Préparation gastronomique du Pfälzer Saumagen.

Selon la recette, la viande de porc maigre et salée est cuite à l’eau, puis coupée en gros cubes. Il est également possible de laisser la moitié de la viande crue et de l'ajouter telle quelle à la chair à saucisse. Si on utilise des oignons, il faut préalablement les faire frire dans la graisse. Les pommes de terre sont coupées en petits morceaux qui sont ensuite blanchis ; d’autres recettes recommandent aussi de passer les pommes de terre à la moulinette. Le plat est assaisonné avec du sel, du poivre, du piment, du thym, du laurier, de la marjolaine ou, selon les recettes, de la noix de muscade ou du macis.
Les ingrédients et les épices sont mélangés pour former une pâte. L’estomac de porc (ou les intestins, à diamètre large, 75-90 mm) sont farcis avec cette pâte. L’estomac de porc farci est ensuite mis à cuire dans l’eau chaude, mais non bouillante,.
En automne, il est possible d’ajouter à la farce des pommes de terre ou des marrons (châtaigne ou castagnes), entiers ou coupés en petits morceaux. La teneur en amidon des marrons suffit à donner de la consistance à la farce ; l’estomac farci peut ainsi être servi en tranches.

## Dégustation
L’estomac de porc farci se déguste généralement chaud, immédiatement après sa préparation ou après avoir été réchauffé. Il est coupé en tranches épaisses et servi tel quel dans l’assiette. Il est également possible de le passer à la poêle.
Cette spécialité peut être combinée à d’autres plats. Elle est souvent accompagnée de pommes de terre, de choucroute, ou de choux cuit au vin.
Dans les régions viticoles de Palatinat-Sud-Est et du Haut-Palatinat, on recommande d’accompagner cette spécialité avec du vin blanc sec, comme le riesling, ou du portugais bleu.  

## Histoire
La provenance de ce plat fait débat : selon certains, il trouverait son origine au XVIIIe siècle, où il est alors considéré comme le « plat des pauvres » imaginé par des agriculteurs qui voulaient utiliser les restes de porc. D’autres affirment que la préparation de ce plat, qui requiert les meilleurs ingrédients, constituait déjà l’apothéose des fêtes du cochon célébrées dans le Palatinat.
Dans les années 1980 et 1990, l’estomac de porc farci s’est fait connaître dans toute l’Allemagne par le biais de l’ancien chancelier Helmut Kohl, qui servait souvent ce plat typique aux chefs d’État qu’il recevait, tels que Margaret Thatcher, Mikhaïl Gorbatchev, Ronald Reagan et François Mitterrand.
Tous les ans depuis 1992, la société carnavalesque de Schifferstadt « Schlotte » décerne la Saumagen-Orden (médaille récompensant le meilleur estomac de porc farci).
Dans la ville de Landau, située en Palatinat du Sud, le Concours international du Pfälzer Saumagen récompense depuis 2002 le meilleur estomac de porc farci de l’année,. Le plus souvent, environ 150 candidats s’affrontent et proposent leur propre version du plat, parmi lesquelles on trouve parfois des variantes inhabituelles, farcies par exemple à la viande de gibier ou au poisson. Les premiers lauréats étaient les restaurateurs Imke Bruns et Iris Wittmann, qui ont intégré le jury l’année suivante.

## Littérature
- Judith Kauffmann, Der Saumagen – Entdeckungsreise ins Innere eines Pfälzer Küchenklassikers, Éditions Plöger Medien, Annweiler 2004  (ISBN 3-89857-204-8), DNB 967311675.